# لغة الإشارة السعودية

شعار لغة الإشارة السعودية.

لغة الإشارة السعودية هي لغة الإشارة للصم في المملكة العربية السعودية. وتنتمي إلى أسرة لغة الإشارة العربية.

## التاريخ
تأسست اللغة عام 1991.